# Región de Gontougo
Gontougo es una de las treinta y una regiones de Costa de Marfil. En mayo de 2014 tenía una población censada de 667 185 habitantes. Está formada por los siguientes departamentos, que se muestran igualmente con población de mayo de 2014:
- Bondoukou 333,707
- Koun-Fao 116,230
- Sandégué 56,215
- Tanda 77,555
- Transua 83,478[1]